# Тёугбёль, Ховар Сулос
Ховар Сулос Тёугбёль (норв. Håvard Solås Taugbøl) — норвежский лыжник, бронзовый призёр чемпионата мира 2021 года в личном спринте. 

## Карьера
Ховар Сулос Тёугбёль дебютировал в Кубке мира 15 декабря 2013 года в Давосе, где он занял 21 место в спринте. 
На своём дебютном чемпионате мира 2021 года Ховар Сулос Тёугбёль завоевал бронзовую медаль в индивидуальном спринте классическим стилем.

## Результаты на крупнейших соревнованиях

### Чемпионаты мира по лыжным видам спорта
| Чемпионат мира  | Спринт | Командный спринт | 15 км раздельный старт | 15+15 км | 50 км масс-старт | Эстафета |
| --------------- | ------ | ---------------- | ---------------------- | -------- | ---------------- | -------- |
| 2021 Оберстдорф | 3      | —                | —                      | —        | —                | —        |

### Подиумы на этапахКубка Мира
| Номер | Сезон   | Дата            | Место проведения | Дисциплина                 | Место   |
| ----- | ------- | --------------- | ---------------- | -------------------------- | ------- |
| 1     | 2019-20 | 14 декабря 2019 | Давос            | Спринт, свободный стиль    | 3 место |
| 2     | 2019-20 | 4 марта 2020    | Драммен          | Спринт, свободный стиль    | 2 место |
| 3     | 2020-21 | 31 января 2021  | Фалун            | Спринт, классический стиль | 3 место |